# 東松山市立松山中学校
東松山市立松山中学校（ひがしまつやましりつ まつやまちゅうがっこう）は、埼玉県東松山市にある公立中学校。通称は「松中」（まっちゅう）、「松山中」（まつやまちゅう）など。

## 沿革
- 1947年4月 - 松山町立第一中学校開校
- 1951年3月 - 松山町立第二中学校と統合。松山中学校へ改称。
- 1953年3月 - 校歌制定
- 1964年4月 - 大岡中学校と統合
- 1968年5月 - 体育館竣工
- 1971年7月 - プール完成
- 1972年3月 - 新校舎鉄筋4階建落成
- 1978年4月 - 東中学校開校により分離
- 1980年12月 - 管理特別教室棟落成
- 1983年4月 - 北中学校開校により分離
- 1989年3月 - 特別教室増設
- 1993年10月 - 教室棟大規模改修
- 1996年10月 - 創立50周年式典
- 2003年3月 - 屋内運動場改築
- 2004年3月 - プール及び武道場2階建竣工
- 2004年8月 - 教室棟連絡通路屋根設置

## 特徴
- 東松山市の中学校で最も歴史のある学校である。
- 東松山市役所のそばに位置する学校である。
- 毎年5月14日が開校記念日である。

## 施設設備
- 校舎
- 体育館
- プール
- 武道場
- 部室
- グラウンド
- 三年二組
- ML教室
- さわやか相談室

## 部活動
運動部
- ソフトボール(女)
- ソフトテニス(男女)
- 剣道(男女)
- 卓球(男)
- バスケットボール(男女)
- 野球(男)
- バレー(女)
- 陸上(男女)
- サッカー（男）

文化部
- 吹奏楽部
- ライフアート(生活班・美術班)
- ライフサイエンス

## 学区
- 東松山市立松山第一小学校の全学区と市の川小学校・青鳥小学校の学区の半分。

## アクセス
- 東武東上線東松山駅から徒歩20分。